# Alkalo
Ein Alkalo (Plural: Alkalolu) ist ein Titel in der gambischen Kommunalverwaltung. Er ist am ehesten mit einem Bürgermeister oder noch besser mit einem Dorfvorsteher bzw. Ortsvorsteher zu vergleichen. Es finden sich ebenso die Schreibweisen Alikalo und Alkaaloo (Plural: Alkaaloolu).
Traditionell war ein Alkalo der Dorfhäuptling, dem die Führung des Dorfes unterlag. Heute ist die Ernennung auch in der Gambischen Verfassung; Chapter V Part 6: „Seyfolu and Alkalolu“ angesprochen. Ein Alkalo untersteht dem Seyfo, der auf Distriktebene die Führung besitzt. Dem Alkalo stehen die Dorfältesten, die vom Dorf gewählt werden, beratend bei. Beschlüsse müssen aber vom Alkalo und von den Dorfältesten einstimmig gefasst werden. 1810 Personen sind als Alkalolu in Gambia ernannt (Stand 2017).
Die Bürgermeister der Hauptstadt Banjul und der Gemeinde Kanifing Municipal (mit Serekunda) sind Bürgermeister einer selbstständigen Gemeinde, werden jedoch wie in anderen englischsprachigen Ländern „Mayor“ bzw. „Lord Mayor“ genannt.